# Équipe du Kosovo de football
Cet article traite de l'équipe masculine. Pour l'équipe féminine, voir Équipe du Kosovo féminine de football.
Maillots
L’équipe du Kosovo de football est une équipe reconnue internationalement représentant le Kosovo. Elle est contrôlée par la Fédération du Kosovo de football. Le 3 mai 2016, le Kosovo a été admis comme 55e membre de l'UEFA après un vote des 54 pays composant cette confédération réunis en congrès à Budapest. Le pays est membre de la FIFA depuis le 13 mai 2016.
Autorisée par la FIFA en janvier 2014 à disputer des rencontres officielles amicales, l'équipe du Kosovo dispute son premier match officiel amical le 3 juin 2016 contre les Îles Féroé, rencontre disputée au Frankfurter Volksbank Stadion à Francfort-sur-le-Main et se terminant sur le score de deux à zéro.

## Historique
L'équipe du Kosovo joue plusieurs rencontres de 1993 à 2009.
Depuis 2010, l'équipe n'est pas autorisée par la FIFA à jouer de matchs, notamment en raison de l'opposition de la Serbie, qui ne reconnait pas l'indépendance du Kosovo.
Ce cas rejoint celui de la sélection de Gibraltar, non reconnu par l'Espagne, mais autorisée à jouer des matchs amicaux avant de devenir membre de l'UEFA en mai 2013, à la suite d'une décision du Tribunal arbitral du sport.
En janvier 2014, le Kosovo obtient l'autorisation de la FIFA de disputer des matches amicaux contre d'autres équipes nationales à domicile ou à l'extérieur, à certaines conditions. L'une de ces conditions est que les clubs et équipes kosovars n'arborent pas de symboles nationaux - drapeaux ou emblèmes -, ni que soient joués d'hymnes nationaux.
À la suite de l'intégration de Gibraltar dans l'UEFA, la fédération du Kosovo candidate pour rejoindre l'UEFA, en vue de la Ligue des nations qui commencera en 2018, mais la candidature reste officieuse en raison d'oppositions nombreuses. En effet en 2014 certains catalans et certains écossais, par exemple, demandent à quitter leurs royaumes respectifs. En janvier 2014, la FIFA autorise le Kosovo à prendre part à des matchs amicaux internationaux, à l'instar d'autres équipes comme la Catalogne ou le Pays basque, à la condition de ne pas exhiber de symboles nationaux (hymne, emblème, drapeau...).
Le premier match officiel est disputé le 5 mars 2014 contre Haïti au stadiumi olimpik Adem Jashari à Mitrovicë. Cette rencontre est disputée devant 18 000 spectateurs dont 17 000 spectateurs payants et se termine sur le score de zéro à zéro.
Le deuxième match est disputé le 21 mai 2014 contre la Turquie au  stadiumi olimpik Adem Jashari à Mitrovicë. Le match se termine sur le score de 6 à 1 pour la Turquie.
La Fédération de Serbie, qui considère que le Kosovo est une province serbe, proteste, notamment contre le fait que les maillots portaient la mention «Kosova*», un simple astérisque contournant l'accord obtenu de ne pas mentionner de symbole national.
Le suivant est disputé contre le Sénégal à Genève le 25 mai 2014, à l'initiative d'Alain Giresse et de la fédération du Kosovo.

### Admission à l'UEFA et à la FIFA puis premiers matchs officiels en éliminatoires
Le 3 mai 2016, le Kosovo intègre l'UEFA. Le 13 mai 2016, le Kosovo est admis comme 210e membre de la FIFA. Le Kosovo va désormais participer aux éliminatoires de la Coupe du Monde et de l'Euro.
L’équipe dispute ses matchs à domicile pour les éliminatoires de la coupe du Monde 2018 en Albanie car les stades au Kosovo ne correspondent pas aux normes de la Fifa. Elle intègre le Groupe I des éliminatoires de la Coupe du Monde 2018.
Pour son premier match en tant que membre plein de la FIFA, le Kosovo tient en échec la Finlande grâce à l'égalisation de Valon Berisha. Le Kosovo remporte alors le premier point de son histoire en éliminatoires dès son premier match.
Pour son premier match à "domicile", le Kosovo reçoit la Croatie qui s'impose logiquement 6-0, ce match devient la plus large défaite du Kosovo. Après cette lourde défaite, l'équipe rencontre l'Ukraine en extérieur et perd une nouvelle fois sur le score de 3-0. Le Kosovo est actuellement dernier de son groupe à égalité de point avec la Finlande après 3 journées. Le 14 novembre 2017, le Kosovo signe sa première victoire à domicile contre la Lettonie sur un score de 4 buts à 3 en match amical. En 2018 toujours en amical, le Kosovo s'impose 1-0 face au Madagascar le 24 mars 2018 et surprend, le 27 mars 2018, le 3e de la CAN, Burkina Faso par 2-0.

### Ligue des nations et le rêve de l'euro (2019-2020)
C'est lors de la première Ligue des Nations que l'équipe kosovare commence à interpeller l'Europe.
Placés dans la ligue D (la dernière) les dardanët sont dans le groupe de l'Azerbaïdjan, des Îles Féroé et de Malte.
Les Kosovars finissent champions du groupes, invaincus ne concédant le nul qu'à 2 reprises. On retiendra aussi les splendides victoire face à Malte (5-0) et à l'Azerbaïdjan (4-0) ainsi que le sublime but de Milot Rashica contre les Îles Féroé.
Cette première place leur permet de rejoindre la Géorgie, la Biélorussie et la Macédoine du nord dans le final 4 de la ligue D.
Avec cette première place, et une jeunesse Kosovare qui s'exporte partout en Europe (Zeneli à Reims par exemple) ou d'autre clubs (Suisses majoritairement) les dardanët abordent avec espoir le final 4 du groupe D.
En 2019 arrive aussi les éliminatoires de l'Euro 2020. Les Kosovars sont dans le groupe A, accompagnés de l'Angleterre de la République tchèque, de la Bulgarie et du Monténégro, un groupe assez relevé et serré pour la 2e place.
Les Kosovars commencent leur campagne européenne par un nul 1-1 à domicile contre la Bulgarie puis par un second nul 1-1 au Monténégro avant de s'imposer à Sofia 2-3 contre les Bulgares dans les arrêts de jeu. À la fin de la 4e journée, les dardanët sont 3e avec 5 points et sont les seuls invaincus de leur groupe avec l'Angleterre. Lors de la 5e journée, le Kosovo a réussi à s'imposer une deuxième fois consécutive contre la République tchèque 2-1 à domicile. Les Kosovars possèdent alors 8 points et se retrouvent premier de leur groupe devant l'Angleterre deuxième. Le match suivant, qui s'est déroulé dans le stade St Mary, à Southampton, le Kosovo affronte les Trois Lions et perdent, tout de même sur le score honorable de 5-3, et le 14 octobre 2019, ils surprennent le Monténégro et réussissent à facilement s'imposer 2-0 à domicile. Les Kosovars se retrouvent donc dans la course aux barrages et peuvent tenter de se qualifier pour l'Euro 2020, ce qui serait inédit pour tous les supporters de ce pays non reconnu par beaucoup de nations, dont la Serbie.
Cependant, lors des demi-finales de barrages de la voie D, le Kosovo est défait en Macédoine du nord (1-2), dans une rencontre où les 3 buts ont été inscrits dès la 1re mi-temps, Florent Hadergjonaj ayant égalisé sans succès pour les dardanët à la 29e minute.
Dans le groupe 3 de la Ligue C lors de la Ligue des nations 2020-2021, le Kosovo assure son maintien en Ligue C en finissant 3e, derrière la Slovénie et la Grèce et devant la Moldavie, avec une victoire (1-0 à domicile contre les Moldaves), 2 nuls et 3 défaites.

### La voie de la stabilisation et de la croissance (depuis 2021)
Lors de la campagne de qualification pour la Coupe du monde de la FIFA 2022 au Qatar, le Kosovo a participé au Groupe B aux côtés de la Géorgie, de la Grèce, de l'Espagne et de la Suède. Malgré quelques performances compétitives, le Kosovo a terminé dernier du groupe et n'a pas obtenu la qualification. Lors de la Ligue des nations de l'UEFA 2022-2023, le Kosovo a montré des signes d'amélioration. L'équipe a terminé deuxième de son groupe de Ligue C, enregistrant des victoires contre Chypre, l'Irlande du Nord et subissant deux défaites face à la Grèce. Cette position a permis au Kosovo d'accéder à la voie des éliminatoires pour l'UEFA Euro 2024 dans le chapeau 4 via le classement de la Ligue des nations. Lors des éliminatoires de l'UEFA Euro 2024, le Kosovo a été placé dans un groupe avec Andorre, la Biélorussie, Israël, la Roumanie et la Suisse. Après une série de résultats, y compris de multiples nuls, le Kosovo a conclu la campagne à la quatrième place avec 11 points, manquant ainsi la qualification directe.
Dans la Ligue des nations de l'UEFA 2024-25, le Kosovo a participé à la Ligue C, aux côtés de Chypre, de la Lituanie et de la Roumanie. L'équipe nationale a commencé la campagne par une défaite à domicile contre la Roumanie, mais a réagi avec plusieurs victoires convaincantes, notamment deux victoires contre Chypre et une victoire à l'extérieur contre la Lituanie. Le match retour contre la Roumanie, qui s'est tenu le 15 novembre 2024 à Bucarest, a été abandonné et plus tard attribué comme une défaite par forfait 3-0 pour le Kosovo. La décision a été prise après une escalade des tensions pendant le match, avec des affrontements entre joueurs et supporters, des jets d'objets et des altercations physiques sur le terrain, ce qui a conduit l'UEFA à mettre fin au match prématurément et à prendre des mesures disciplinaires. Le Kosovo a terminé deuxième du groupe avec 12 points, s'assurant ainsi une place dans les barrages de promotion en Ligue B. En mars 2025, le Kosovo a affronté l'Islande en barrages de promotion en matches aller-retour. Le match aller, disputé à domicile, s'est soldé par une victoire 2-1 du Kosovo, suivie d'une victoire 3-1 sur terrain neutre. Avec un score cumulé de 5-2, le Kosovo a été promu en Ligue B de l'UEFA Nations League pour la première fois de son histoire.

### Classement FIFA
| Année              | 2016 | 2017 | 2018 | 2019 | 2020 | 2021 | 2022 | 2023 | 2024 |
| ------------------ | ---- | ---- | ---- | ---- | ---- | ---- | ---- | ---- | ---- |
| Classement mondial | 165  | 177  | 131  | 121  | 117  | 111  | 107  | 101  | 99   |

## Matches avant l'admission à l'UEFAet à laFIFA

### Matchs non reconnus par la FIFA
| Date             | Lieu                    | Locaux         | Résultat | Visiteurs       | Compétition                                                              |
| ---------------- | ----------------------- | -------------- | -------- | --------------- | ------------------------------------------------------------------------ |
| 14 février 1993  | Tirana, Albanie         | Albanie        | 3-1      | Kosovo          | Amical                                                                   |
| 7 septembre 2002 | Pristina, Kosovo        | Kosovo         | 0-1      | Albanie         | Amical                                                                   |
| 2 novembre 2005  | Nicosie, Chypre du nord | Chypre du Nord | 1-0      | Kosovo          | Coupe du 50e anniversaire de la Fédération de Chypre du Nord de football |
| 3 novembre 2005  | Nicosie, Chypre du nord | Kosovo         | 4-1      | Laponie         | Coupe du 50e anniversaire de la Fédération de Chypre du Nord de football |
| 22 avril 2006    | Cap d'Ail, France       | Monaco         | 1-7      | Kosovo          | Amical                                                                   |
| 15 juin 2007     | Ankara, Turquie         | Kosovo         | 1-0      | Arabie saoudite | Amical                                                                   |
| 17 février 2010  | Pristina, Kosovo        | Kosovo         | 2-3      | Albanie         | Amical                                                                   |

### Amicaux internationaux
| Date             | Lieu              | Locaux | Résultat | Visiteurs          | Compétition |
| ---------------- | ----------------- | ------ | -------- | ------------------ | ----------- |
| 5 mars 2014      | Mitrovica, Kosovo | Kosovo | 0-0      | Haïti              | Amical      |
| 21 mai 2014      | Mitrovica, Kosovo | Kosovo | 1-6      | Turquie            | Amical      |
| 25 mai 2014      | Genève, Suisse    | Kosovo | 1-3      | Sénégal            | Amical      |
| 7 septembre 2014 | Pristina, Kosovo  | Kosovo | 1-0      | Oman               | Amical      |
| 10 octobre 2015  | Pristina, Kosovo  | Kosovo | 2-0      | Guinée équatoriale | Amical      |
| 13 novembre 2015 | Pristina, Kosovo  | Kosovo | 2-2      | Albanie            | Amical      |

### Matches après l'admission à l'UEFAet à laFIFA
| Date              | Lieu                        | Locaux            | Résultat       | Visiteurs       | Compétition                                         |
| ----------------- | --------------------------- | ----------------- | -------------- | --------------- | --------------------------------------------------- |
| 3 juin 2016       | Francfort, Allemagne        | Kosovo            | 2-0            | Îles Féroé      | Amical                                              |
| 5 septembre 2016  | Turku, Finlande             | Finlande          | 1-1            | Kosovo          | Éliminatoires de la Coupe du monde de football 2018 |
| 6 octobre 2016    | Shkodër, Albanie            | Kosovo            | 0-6            | Croatie         | Éliminatoires de la Coupe du monde de football 2018 |
| 9 octobre 2016    | Krakow, Pologne             | Ukraine           | 3-0            | Kosovo          | Éliminatoires de la Coupe du monde de football 2018 |
| 12 novembre 2016  | Antalya, Turquie            | Turquie           | 2-0            | Kosovo          | Éliminatoires de la Coupe du monde de football 2018 |
| 24 mars 2017      | Shkodër, Albanie            | Kosovo            | 1-2            | Islande         | Éliminatoires de la Coupe du monde de football 2018 |
| 11 juin 2017      | Shkodër, Albanie            | Kosovo            | 1-4            | Turquie         | Éliminatoires de la Coupe du monde de football 2018 |
| 3 septembre 2017  | Zagreb, Croatie             | Croatie           | 1-0            | Kosovo          | Éliminatoires de la Coupe du monde de football 2018 |
| 5 septembre 2017  | Shkodër, Albanie            | Kosovo            | 0-1            | Finlande        | Éliminatoires de la Coupe du monde de football 2018 |
| 6 octobre 2017    | Shkodër, Albanie            | Kosovo            | 0-2            | Ukraine         | Éliminatoires de la Coupe du monde de football 2018 |
| 9 octobre 2017    | Reykjavik, Islande          | Islande           | 2-0            | Kosovo          | Éliminatoires de la Coupe du monde de football 2018 |
| 13 novembre 2017  | Kosovska Mitrovica, Kosovo  | Kosovo            | 4-3            | Lettonie        | Amical                                              |
| 24 mars 2018      | Franconville, France        | Kosovo            | 1-0            | Madagascar      | Amical                                              |
| 27 mars 2018      | Franconville, France        | Kosovo            | 2-0            | Burkina Faso    | Amical                                              |
| 29 mai 2018       | Zurich, Suisse              | Albanie           | 0-3            | Kosovo          | Amical                                              |
| 7 septembre 2018  | Bakou, Azerbaïdjan          | Azerbaïdjan       | 0-0            | Kosovo          | Ligue des nations 2018-2019                         |
| 10 septembre 2018 | Pristina, Kosovo            | Kosovo            | 2-0            | Îles Féroé      | Ligue des nations 2018-2019                         |
| 11 octobre 2018   | Pristina, Kosovo            | Kosovo            | 3-1            | Malte           | Ligue des nations 2018-2019                         |
| 14 octobre 2018   | Tórshavn, Îles Féroé        | Îles Féroé        | 1-1            | Kosovo          | Ligue des nations 2018-2019                         |
| 17 novembre 2018  | Ta' Qali, Malte             | Malte             | 0-5            | Kosovo          | Ligue des nations 2018-2019                         |
| 20 novembre 2018  | Pristina, Kosovo            | Kosovo            | 4-0            | Azerbaïdjan     | Ligue des nations 2018-2019                         |
| 21 mars 2019      | Pristina, Kosovo            | Kosovo            | 2-2            | Danemark        | Amical                                              |
| 25 mars 2019      | Pristina, Kosovo            | Kosovo            | 1-1            | Bulgarie        | Éliminatoires de l'Euro 2021                        |
| 7 juin 2019       | Podgorica, Monténégro       | Monténégro        | 1-1            | Kosovo          | Éliminatoires de l'Euro 2021                        |
| 10 juin 2019      | Sofia, Bulgarie             | Bulgarie          | 2-3            | Kosovo          | Éliminatoires de l'Euro 2021                        |
| 7 septembre 2019  | Pristina, Kosovo            | Kosovo            | 2-1            | Tchéquie        | Éliminatoires de l'Euro 2021                        |
| 10 septembre 2019 | Southampton, Angleterre     | Angleterre        | 5-3            | Kosovo          | Éliminatoires de l'Euro 2021                        |
| 10 octobre 2019   | Pristina, Kosovo            | Kosovo            | 1-0            | Gibraltar       | Amical                                              |
| 14 octobre 2019   | Pristina, Kosovo            | Kosovo            | 2-0            | Monténégro      | Éliminatoires de l'Euro 2021                        |
| 14 novembre 2019  | Pilsen, Tchéquie            | Tchéquie          | 2-1            | Kosovo          | Éliminatoires de l'Euro 2021                        |
| 17 novembre 2019  | Pristina, Kosovo            | Kosovo            | 0-4            | Angleterre      | Éliminatoires de l'Euro 2021                        |
| 12 janvier 2020   | Doha, Qatar                 | Suède             | 1-0            | Kosovo          | Amical                                              |
| 3 septembre 2020  | Parme, Italie               | Moldavie          | 1-1            | Kosovo          | Ligue des nations 2020-2021                         |
| 6 septembre 2020  | Pristina, Kosovo            | Kosovo            | 1-2            | Grèce           | Ligue des nations 2020-2021                         |
| 8 octobre 2020    | Skopje, Macédoine du Nord   | Macédoine du Nord | 2-1            | Kosovo          | Barrage de l'Euro 2021                              |
| 11 octobre 2020   | Pristina, Kosovo            | Kosovo            | 0-1            | Slovénie        | Ligue des nations 2020-2021                         |
| 14 octobre 2020   | Athènes, Grèce              | Grèce             | 0-0            | Kosovo          | Ligue des nations 2020-2021                         |
| 11 novembre 2020  | Elbasan, Albanie            | Albanie           | 2-1            | Kosovo          | Amical                                              |
| 15 novembre 2020  | Ljubljana, Slovénie         | Slovénie          | 2-1            | Kosovo          | Ligue des nations 2020-2021                         |
| 18 novembre 2020  | Pristina, Kosovo            | Kosovo            | 1-0            | Moldavie        | Ligue des nations 2020-2021                         |
| 24 mars 2021      | Pristina, Kosovo            | Kosovo            | 4-0            | Lituanie        | Amical                                              |
| 28 mars 2021      | Pristina, Kosovo            | Kosovo            | 0-3            | Suède           | Éliminatoires de la Coupe du monde 2022             |
| 28 mars 2021      | Séville, Espagne            | Espagne           | 3-1            | Kosovo          | Éliminatoires de la Coupe du monde 2022             |
| 1er juin 2021     | Pristina, Kosovo            | Kosovo            | 4-1            | Saint-Marin     | Amical                                              |
| 4 juin 2021       | Klagenfurt, Autriche        | Malte             | 1-2            | Kosovo          | Amical                                              |
| 8 juin 2021       | Antalya, Turquie            | Kosovo            | 1-2            | Guinée          | Amical                                              |
| 11 juin 2021      | Antalya, Turquie            | Kosovo            | 1-0            | Gambie          | Amical                                              |
| 2 septembre 2021  | Batoumi, Géorgie            | Géorgie           | 0-1            | Kosovo          | Éliminatoires de la Coupe du monde 2022             |
| 5 septembre 2021  | Pristina, Kosovo            | Kosovo            | 1-1            | Grèce           | Éliminatoires de la Coupe du monde 2022             |
| 8 septembre 2021  | Pristina, Kosovo            | Kosovo            | 0-2            | Espagne         | Éliminatoires de la Coupe du monde 2022             |
| 9 octobre 2021    | Solna, Suède                | Suède             | 3-0            | Kosovo          | Éliminatoires de la Coupe du monde 2022             |
| 12 octobre 2021   | Pristina, Kosovo            | Kosovo            | 1-2            | Géorgie         | Éliminatoires de la Coupe du monde 2022             |
| 10 novembre 2021  | Pristina, Kosovo            | Kosovo            | 0-2            | Jordanie        | Amical                                              |
| 14 novembre 2021  | Athènes, Grèce              | Grèce             | 1-1            | Kosovo          | Éliminatoires de la Coupe du monde 2022             |
| 24 mars 2022      | Pristina, Kosovo            | Kosovo            | 5-0            | Burkina Faso    | Amical                                              |
| 29 mars 2022      | Zurich, Suisse              | Suisse            | 1-1            | Kosovo          | Amical                                              |
| 2 juin 2022       | Larnaca, Chypre             | Chypre            | 0-2            | Kosovo          | Ligue des nations 2022-2023                         |
| 5 juin 2022       | Pristina, Kosovo            | Kosovo            | 0-1            | Grèce           | Ligue des nations 2022-2023                         |
| 9 juin 2022       | Pristina, Kosovo            | Kosovo            | 3-2            | Irlande du Nord | Ligue des nations 2022-2023                         |
| 12 juin 2022      | Vólos, Grèce                | Grèce             | 2-0            | Kosovo          | Ligue des nations 2022-2023                         |
| 24 septembre 2022 | Belfast, Irlande du Nord    | Irlande du Nord   | 2-1            | Kosovo          | Ligue des nations 2022-2023                         |
| 27 septembre 2022 | Pristina, Kosovo            | Kosovo            | 5-1            | Chypre          | Ligue des nations 2022-2023                         |
| 16 novembre 2022  | Pristina, Kosovo            | Kosovo            | 2-2            | Arménie         | Amical                                              |
| 19 novembre 2022  | Pristina, Kosovo            | Kosovo            | 1-1            | Îles Féroé      | Amical                                              |
| 25 mars 2023      | Tel Aviv-Jaffa, Israël      | Israël            | 1-1            | Kosovo          | Éliminatoires de l'Euro 2024                        |
| 28 mars 2023      | Pristina, Kosovo            | Kosovo            | 1-1            | Andorre         | Éliminatoires de l'Euro 2024                        |
| 16 juin 2023      | Pristina, Kosovo            | Kosovo            | 0-0            | Roumanie        | Éliminatoires de l'Euro 2024                        |
| 19 juin 2023      | Budapest, Hongrie           | Biélorussie       | 2-1            | Kosovo          | Éliminatoires de l'Euro 2024                        |
| 9 septembre 2023  | Pristina, Kosovo            | Kosovo            | 2-2            | Suisse          | Éliminatoires de l'Euro 2024                        |
| 12 septembre 2023 | Bucarest, Roumanie          | Roumanie          | 2-0            | Kosovo          | Éliminatoires de l'Euro 2024                        |
| 12 octobre 2023   | Andorre-la-Vieille, Andorre | Andorre           | 0-3            | Kosovo          | Éliminatoires de l'Euro 2024                        |
| 12 novembre 2023  | Pristina, Kosovo            | Kosovo            | 1-0            | Israël          | Éliminatoires de l'Euro 2024                        |
| 18 novembre 2023  | Bâle, Suisse                | Suisse            | 1-1            | Kosovo          | Éliminatoires de l'Euro 2024                        |
| 21 novembre 2023  | Pristina, Kosovo            | Kosovo            | 0-1            | Biélorussie     | Éliminatoires de l'Euro 2024                        |
| 22 mars 2024      | Erevan, Arménie             | Arménie           | 0-1            | Kosovo          | Amical                                              |
| 26 mars 2024      | Budapest, Hongrie           | Hongrie           | 2-0            | Kosovo          | Amical                                              |
| 5 juin 2024       | Oslo, Norvège               | Norvège           | 3-0            | Kosovo          | Amical                                              |
| 6 septembre 2024  | Pristina, Kosovo            | Kosovo            | 0-3            | Roumanie        | Ligue des nations 2024-2025                         |
| 9 septembre 2024  | Larnaca, Chypre             | Chypre            | 0-4            | Kosovo          | Ligue des nations 2024-2025                         |
| 12 octobre 2024   | Kaunas, Lituanie            | Lituanie          | 1-2            | Kosovo          | Ligue des nations 2024-2025                         |
| 15 octobre 2024   | Pristina, Kosovo            | Kosovo            | 3-0            | Chypre          | Ligue des nations 2024-2025                         |
| 15 novembre 2024  | Bucarest, Roumanie          | Roumanie          | 3-0 (Attribué) | Kosovo          | Ligue des nations 2024-2025                         |
| 18 novembre 2024  | Pristina, Kosovo            | Kosovo            | 1-0            | Lituanie        | Ligue des nations 2024-2025                         |
| 20 mars 2025      | Pristina, Kosovo            | Kosovo            | 2-1            | Islande         | Barrages de la Ligue des nations 2024-2025          |
| 23 mars 2025      | Murcie, Espagne             | Islande           | 1-3            | Kosovo          | Barrages de la Ligue des nations 2024-2025          |
| 6 juin 2025       | Pristina, Kosovo            | Kosovo            | 5-2            | Arménie         | Amical                                              |
| 9 juin 2025       | Pristina, Kosovo            | Kosovo            | 4-2            | Comores         | Amical                                              |
| 5 septembre 2025  | Bâle, Suisse                | Suisse            | -              | Kosovo          | Éliminatoires de la Coupe du monde 2026             |
| 8 septembre 2025  | Pristina, Kosovo            | Kosovo            | -              | Suède           | Éliminatoires de la Coupe du monde 2026             |
| 10 octobre 2025   | Pristina, Kosovo            | Kosovo            | -              | Slovénie        | Éliminatoires de la Coupe du monde 2026             |
| 13 octobre 2025   | Solna, Suède                | Suède             | -              | Kosovo          | Éliminatoires de la Coupe du monde 2026             |
| 15 novembre 2025  | Ljubljana, Slovénie         | Slovénie          | -              | Kosovo          | Éliminatoires de la Coupe du monde 2026             |
| 18 novembre 2025  | Pristina, Kosovo            | Kosovo            | -              | Suisse          | Éliminatoires de la Coupe du monde 2026             |

## Records
| Rang | Sélections | Joueur         | Carrière | Buts |
| ---- | ---------- | -------------- | -------- | ---- |
| 1    | 64         | Amir Rrahmani  | 2016-    | 7    |
| 2    | 53         | Milot Rashica  | 2016-    | 11   |
| 2    | 53         | Mërgim Vojvoda | 2017-    | 2    |
| 4    | 52         | Fidan Aliti    | 2017-    | 1    |
| 5    | 60         | Vedat Muriqi   | 2016-    | 31   |
| 6    | 40         | Valon Berisha  | 2016-    | 4    |
| 7    | 36         | Arijanet Muric | 2018-    | 0    |
| 8    | 35         | Bersant Celina | 2014-    | 1    |
| 9    | 34         | Edon Zhegrova  | 2018-    | 4    |
| 10   | 33         | Arbër Zeneli   | 2016-    | 9    |

| Rang | Buts | Joueur           | Carrière  | Sélections | Ratio |
| ---- | ---- | ---------------- | --------- | ---------- | ----- |
| 1    | 31   | Vedat Muriqi     | 2016-     | 60         | 0,51  |
| 2    | 11   | Milot Rashica    | 2016-     | 53         | 0,19  |
| 3    | 9    | Arbër Zeneli     | 2016-     | 33         | 0,27  |
| 4    | 7    | Amir Rrahmani    | 2016-     | 64         | 0,11  |
| 5    | 4    | Benjamin Kololli | 2016-     | 24         | 0,17  |
| 5    | 4    | Elbasan Rashani  | 2015-     | 25         | 0,16  |
| 5    | 4    | Edon Zhegrova    | 2018-     | 34         | 0,13  |
| 5    | 4    | Valon Berisha    | 2016-     | 40         | 0,11  |
| 9    | 3    | Albert Bunjaku   | 2014-2016 | 6          | 0,5   |
| 9    | 3    | Atdhe Nuhiu      | 2017-2021 | 19         | 0,16  |

Les joueurs en gras sont encore en activité.

## Parcours dans les compétitions internationales

### Coupe du monde
L'équipe du Kosovo n'a jamais participé à la Coupe du monde de football. Elle est inscrite pour la première fois aux qualifications pour la Coupe du monde 2018 en Russie.
| Année | Position    |      | Année       | Position |              | Année | Position |
| 1930  | Non inscrit | 1974 | Non inscrit | 2010     | Non inscrit  |       |          |
| 1934  | Non inscrit | 1978 | Non inscrit | 2014     | Non inscrit  |       |          |
| 1938  | Non inscrit | 1982 | Non inscrit | 2018     | Non qualifié |       |          |
| 1950  | Non inscrit | 1986 | Non inscrit | 2022     | Non qualifié |       |          |
| 1954  | Non inscrit | 1990 | Non inscrit | 2026     | À venir      |       |          |
| 1958  | Non inscrit | 1994 | Non inscrit | 2030     | À venir      |       |          |
| 1962  | Non inscrit | 1998 | Non inscrit | 2034     | À venir      |       |          |
| 1966  | Non inscrit | 2002 | Non inscrit |          |              |       |          |
| 1970  | Non inscrit | 2006 | Non inscrit |          |              |       |          |

### Championnat d'Europe
Comme pour la Coupe du monde, l'équipe du Kosovo ne s'est jamais qualifiée pour le Championnat d'Europe. Elle est inscrite pour la première fois dans les éliminatoires pour l'Euro 2021 dans toute l'Europe.
| Année | Position    |      | Année       | Position    |              | Année | Position |
| 1960  | Non inscrit | 1988 | Non inscrit | 2016        | Non inscrit  |       |          |
| 1964  | Non inscrit | 1992 | Non inscrit | 2020        | Non qualifié |       |          |
| 1968  | Non inscrit | 1996 | Non inscrit | 2024        | Non qualifié |       |          |
| 1972  | Non inscrit | 2000 | Non inscrit | 2028        | À venir      |       |          |
| 1976  | Non inscrit | 2004 | Non inscrit | 2032        | À venir      |       |          |
| 1980  | Non inscrit | 2008 | Non inscrit |             |              |       |          |
| 1984  | Non inscrit |      | 2012        | Non inscrit |              |       |          |

### Ligue des Nations
| Édition   | Ligue | Phase de Groupe | Phase de Groupe | Phase de Groupe | Phase de Groupe | Phase de Groupe | Phase de Groupe | Phase de Groupe | Phase finale | Phase finale | Phase finale | Phase finale | Phase finale | Phase finale | Phase finale | Phase finale |
| Édition   | Ligue | Class.          | M               | V               | N               | D               | bp              | bc              | Pays hôte    | Résultat     | M            | V            | N            | D            | bp           | bc           |
| --------- | ----- | --------------- | --------------- | --------------- | --------------- | --------------- | --------------- | --------------- | ------------ | ------------ | ------------ | ------------ | ------------ | ------------ | ------------ | ------------ |
| 2018-2019 | D     | 1/4             | 6               | 4               | 2               | 0               | 15              | 2               | 2019         | Inéligible   | Inéligible   | Inéligible   | Inéligible   | Inéligible   | Inéligible   | Inéligible   |
| 2020-2021 | C     | 3/4             | 6               | 1               | 2               | 3               | 4               | 6               | 2021         | Inéligible   | Inéligible   | Inéligible   | Inéligible   | Inéligible   | Inéligible   | Inéligible   |
| 2022-2023 | C     | 2/4             | 6               | 3               | 0               | 3               | 11              | 8               | 2023         | Inéligible   | Inéligible   | Inéligible   | Inéligible   | Inéligible   | Inéligible   | Inéligible   |
| 2024-2025 | C     | 2/4             | 6               | 4               | 0               | 2               | 10              | 7               | 2025         | Inéligible   | Inéligible   | Inéligible   | Inéligible   | Inéligible   | Inéligible   | Inéligible   |
| Total     | Total | Total           | 23              | 12              | 4               | 8               | 40              | 23              | Total        | Total        | 0            | 0            | 0            | 0            | 0            | 0            |

## Sélectionneurs du Kosovo
Tableau mis à jour le 13 juin 2025. En italique, sont indiqués les sélectionneurs qui ont assuré l'intérim.
| Sélectionneur   | Période   | Matchs | Gagnés | Nuls | Perdus | Gagnés % |
| --------------- | --------- | ------ | ------ | ---- | ------ | -------- |
| Ajet Shosholli  | 1993-2002 | 1      | 0      | 0    | 1      | 0        |
| Bylbyl Sokoli   | 2002-2005 | 1      | 0      | 0    | 1      | 0        |
| Muharrem Sahiti | 2005-2006 | 3      | 2      | 0    | 1      | 66,67    |
| Edmond Rugova   | 2006-2009 | 1      | 1      | 0    | 0      | 100      |
| Albert Bunjaki  | 2009-2016 | 7      | 2      | 2    | 3      | 28,57    |

### Sélectionneurs du Kosovo en tant que membre de la FIFA
| Sélectionneur      | Période                | Matchs | Gagnés | Nuls | Perdus | % de victoires |
| ------------------ | ---------------------- | ------ | ------ | ---- | ------ | -------------- |
| Aljbert Bunjaki    | 2016-2017              | 11     | 1      | 1    | 9      | 9,09           |
| Muharem Sahiti     | 2017-2018              | 1      | 1      | 0    | 0      | 100            |
| Bernard Challandes | 2018-oct. 2021         | 40     | 17     | 8    | 15     | 42,5           |
| Primož Gliha       | 2021-2022              | 2      | 0      | 1    | 1      | 0              |
| Alain Giresse      | fév. 2022-juin 2023    | 15     | 4      | 7    | 4      | 26,67          |
| Primož Gliha       | juil. 2023 - fév. 2024 | 6      | 2      | 2    | 2      | 33,33          |
| Franco Foda        | depuis fév. 2024       | 13     | 9      | 0    | 4      | 69,23          |